# Melanagromyza lini
Melanagromyza lini este o specie de muște din genul Melanagromyza, familia Agromyzidae, descrisă de Spencer în anul 1963.
Este endemică în Peru. Conform Catalogue of Life specia Melanagromyza lini nu are subspecii cunoscute.